# Johannes Åhlund
Frans Johannes Åhlund, född 16 september 1975 i Skarpnäcks församling i Stockholm, är en svensk filmproducent.
Åhlund var med och grundade produktionsbolaget B-Reel. Han har bland annat producerat långfilmerna Ond tro (2010), Flykten från Bastöy (2010) och Gentlemen (2014). För Gentlemen nominerades han till en Guldbagge i kategorin Bästa film vid Guldbaggegalan 2015.
Johannes Åhlund är bror till musikerna Joakim Åhlund och Klas Åhlund samt konstnären och serietecknaren Anna Åhlund. Han är gift med författaren och journalisten Rebecka Åhlund.